# 巴格湖 (萊爾縣)
巴格湖（德語：Barger Meer），是德國的湖泊，位於該國西北部，由下薩克森州負責管轄，處於萊爾縣，長0.3公里、寬0.1公里，面積0.03平方公里，平均水深1.5米，最大水深2.5米。